# Prisca (Frau Diokletians)
Aurelia Prisca († wohl 315) war die Ehefrau des römischen Kaisers Diokletian und die Mutter seiner Tochter Valeria.
Über Priscas familiären Hintergrund ist nichts, über ihr Leben nur wenig bekannt. Das von ihrem Ehemann Diokletian konzipierte Herrschaftssystem der Tetrarchie stellte die von den vier Kaisern gebildete fiktive Dynastie in den Vordergrund, die realen Familien der Herrscher spielten in der Repräsentation eine untergeordnete Rolle. Daher wurde Prisca anders als viele frühere Kaisergattinnen der Reichsbevölkerung nicht auf Münzen vorgestellt und trug auch nicht den Ehrentitel Augusta.
Hauptquelle zu Prisca ist das Werk Über die Todesarten der Verfolger (gemeint sind Christenverfolger wie Diokletian) ihres christlichen Zeitgenossen Laktanz. Laktanz zufolge mussten auch Prisca und ihre Tochter dem im Rahmen der 303 beginnenden Christenverfolgungen erlassenen allgemeinen Opfergebot Folge leisten. Dies bedeutet jedoch nicht zwingend, dass die beiden Christen waren; möglicherweise wollte Diokletian auf diese Weise nur unterstreichen, dass tatsächlich alle Bewohner des Reiches den alten Göttern zu opfern hatten.
Als Diokletian 305 abdankte und sich in seinen Altersruhesitz im heutigen Split zurückzog, lebte Prisca wohl bei ihrer Tochter Valeria und deren Ehemann Galerius, dem Nachfolger Diokletians als Augustus (Oberkaiser) des Ostens. Nach dem Tod des Galerius im Jahr 311 wurden Prisca und Valeria von dessen ehemaligem Caesar (Unterkaiser) Maximinus Daia verbannt. Licinius, der Maximinus Daia 313 besiegt hatte und nun den Osten des Reiches kontrollierte, ließ beide Frauen schließlich hinrichten. Ob Diokletian den Tod von Ehefrau und Tochter noch erlebt hat, ist unklar.
Im Jahre 2002 wurde bei Ausgrabungen im Ostteil der Hauptstadt der römischen Provinz Dalmatia, Salona, die Basis für eine Statuenweihung gefunden, die eine Ehreninschrift trägt, welche Prisca gewidmet ist. Der knappe Wortlaut nennt ihren Gentilnamen Aurelia und ihren Titel nobilissima femina. Damit ist Priscas Existenz erstmals auch außerhalb literarischer Angaben nachgewiesen. Der Titel ist derjenige von Personen genau unterhalb der vollrangigen Kaiser und Kaiserinnen, der Augusti bzw. Augustae.